# Savanyúság

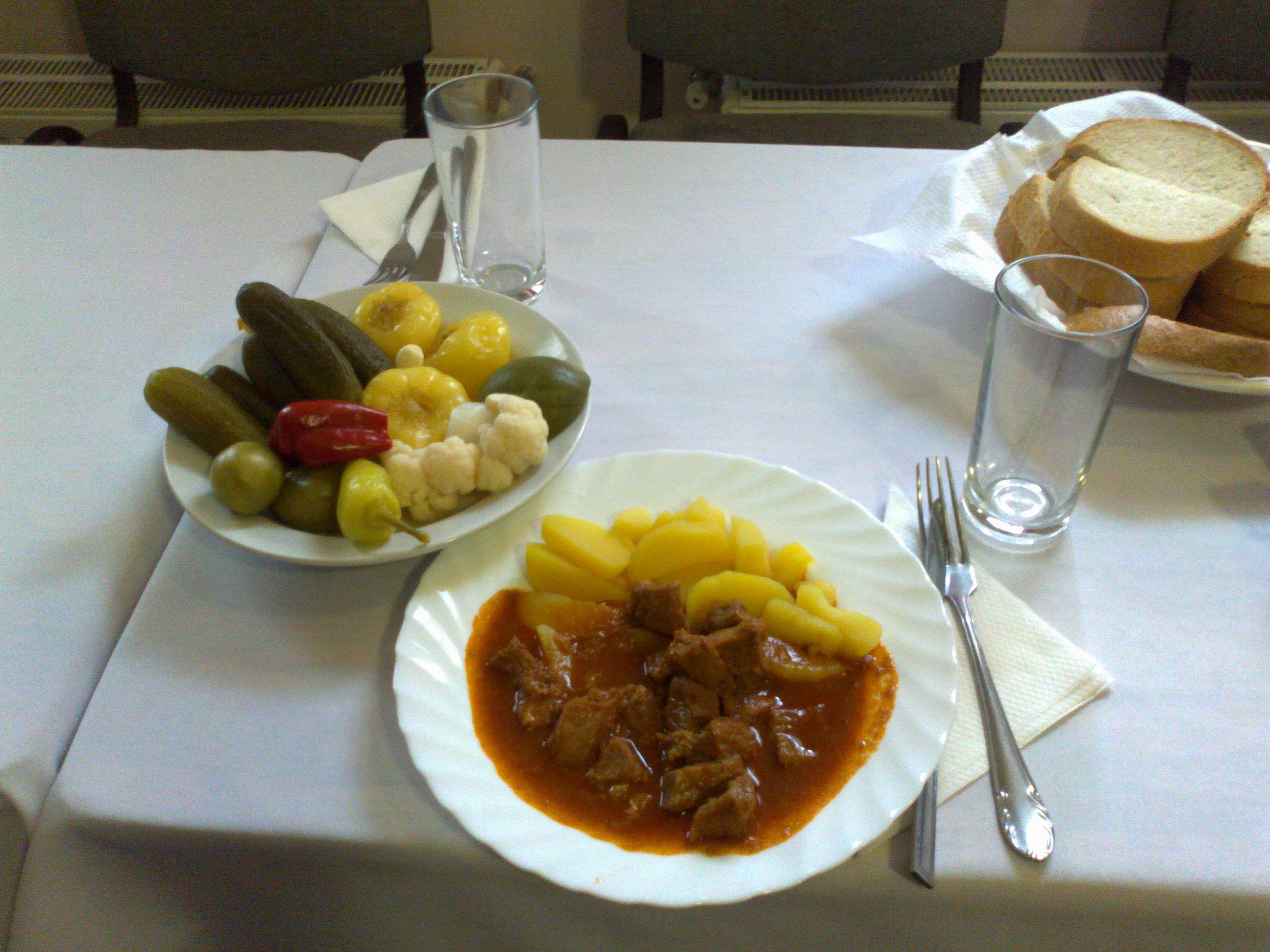
Pörkölt amb savanyúság en un petit bol

El savanyúság ([ˈʃɒvɒɲuːʃaːɡ]) són guarnicions de petites porcions de verdures o fruites conservades en salmorra típiques de la gastronomia hongaresa, que habitualment acompanyen el plat principal. Quan es tallen a trossets petits, s’anomenen csalamádé.
Es prepara habitualment amb síndria, pebrot alma (Capsicum annuum L. convar. Longum), pebrot dolç, cogombre, porro, col llombarda, coliflor, pastanaga, tomàquet verd, xucrut (savanyú káposzta), remolatxa i pebrot TV (abreviació de "töltésre való", que significa "apte per fer pebrot farcit", tot i que també se'n fa melmelada), i es conserva principalment en vinagre.
Apareix en l'obra Sopar de Zsigmond Móricz, on es menciona com un acompanyament imprescindible del plat principal.